# 専業会議
専業会議（せんぎょうかいぎ）は、香港立法会の財界出身議員によって結成されていた会派。2012年香港立法会選挙では、職能団体別選挙により3名の立法会議員が選出されていた。
イギリス植民統治時代の1991年に発足。もともとは、返還前の香港総督に任命された民間出身の議員が朝食をとりながら、政局について議論していた。このことから、このグループは「早餐派」(Breakfast Group)と呼ばれていた。1991年から立法局（後の立法会）議員の選出に選挙制度が導入され、彼らは職能団体別選挙から出馬するようになったが、直接選挙には参戦せず、他の政治勢力と異なり政党の結成を行わなかった。
返還後は政府から距離を置き、是々非々の立場をとると表明したが、実際は民主派を牽制し、自由党などに近い政治行動をとってきた。また、香港の民主化には慎重な立場をとっていた。さらに、メンバーの一人である陳智思立法会議員が行政会議メンバーに任命されてからは、政府よりの立場をより鮮明にしていた。2012年の第5回立法会議員選挙後、当選した3名の議員が香港経済民生連盟（中文版）に加入したため、専業会議は政治会派としての役目を終え消滅した。